# رغبي وكينيلوورث (دائرة انتخابية في المملكة المتحدة)
رغبي وكينيلوورث (بالإنجليزية: Rugby and Kenilworth)‏ هي إحدى الدوائر الانتخابية في المملكة المتحدة الممثلة في مجلس العموم في برلمان المملكة المتحدة.
عضو البرلمان الذي يمثلها حالياً هو :Jeremy Wright (Con).